# Ельцов, Игорь Иванович
И́горь Ива́нович Ельцо́в (1 января 1928, д. Васкнарва — 9 мая 2000, Мадрид) — советский кинорежиссёр.

## Биография
Родился в 1928 году в деревне Васкнарва уезда Ида-Вирумаа, Эстония, отец — русский, мать — финка.
В годы войны семья была в эвакуации в Куйбышевской области, старший брат воевал на фронте, после войны семья вернулась в Эстонию, где окончил школу.
В 1956 году окончил режиссёрский факультет ВГИК (мастерская Льва Кулешова). В 1955 году был помощником режиссёра на съёмках фильма «Яхты в море» режиссёра Михаила Егорова. Защитился дипломным фильмом «Мужчины остаются дома».
С 1956 года работал на киностудии «Таллинфильм» начальником и главным редактором сценарного отдела.
Дебютировал в 1959 году шпионским фильмом «Незваные гости», фильм вошёл в лидеры проката СССР, его посмотрели 26,1 миллиона зрителей.
Снял ещё два художественных фильма, но менее удачные, также снял несколько десятков сюжетов для киножурнала «Советская Эстония».
В 1967 году отправившись в командировку в Лондон стал невозвращенцем.
Работал редактором русскоязычных программ мюнхенского Радио «Свобода».
Жил в основном в Лондоне, умер в 2000 году в Мадриде.

## Фильмография
Режиссёр художественных фильмов:
- 1956 — Мужчины остаются дома / Mehed jaavad koju (к/м)
- 1959 — Незваные гости / Kutsumata külalised
- 1962 — Под одной крышей / Ühe katuse all
- 1964 — Ноль три / Null kolm